# Gozdarska fakulteta v Beogradu
Gozdarska fakulteta (izvirno srbsko Шумарски факултет у Београду), s sedežem v Beogradu, je fakulteta, ki je članica Univerze v Beogradu.